# Ellen Fiedler
Ellen Fiedler (Demmin, 26 november 1958) is een atleet uit Duitsland.
Op de Olympische Zomerspelen van Seoul in 1988 liep Fiedler op de 400 meter horden, waar ze een bronzen medaille behaalde.

## Persoonlijke records

### Outdoor
- 400 meter: 52.13 sec (1983)
- 400 meter horden: 53.63 sec (1988)
- 4x400 meter estafette: 3:29.05 (1983)

### Indoor
- 400 meter: 52.6 sec
- 800 meter: 2:03.1 min

- World Athletics: 14359787